# De-Phazz
De-Phazz (или De Phazz) — немецкая музыкальная группа из Хайдельберга, основанная в 1997 году.

## История
Идея создания и реализации группы целиком и полностью принадлежит Питу Баумгартнеру — композитору и сценаристу, до появления De-Phazz работавшему в производстве рекламы и разработке различных арт-проектов. В начале 90-х Баумгартнер создал свою собственную студию. В 1994-м Пит познакомился с певицей Барбарой Лар, бывшей вокалисткой малоизвестной группы Janet The Planet, и был покорён её глубоким и разноплановым голосом. Годом позже Баумгартнер привлёк к работе американца Карла Фриерсона, чей альбом тогда продюсировал. В 1997-м вышел их дебютный альбом Detunized Gravity.
Название собственной группы участники De-Phazz расшифровывают как DEstination PHuture of jAZZ — «будущее джаза»

## Дискография
- 1997 — Detunized Gravity
- 1999 — Godsdog
- 2001 — Death by Chocolate
- 2002 — Daily Lama
- 2002 — Plastic Love Memory
- 2005 — Natural Fake
- 2007 — Days of Twang
- 2009 — Big
- 2010 — La La 2.0
- 2012 — Audio Elastique
- 2013 — Naive
- 2016 — Prankster Bride
- 2018 — Black White Mono
- 2018 — Strangers in Dub (Bert Kaempfert meets De-Phazz)
- 2019 — De Capo (& STÜBAphilharmonie)
- 2020 — Music to Unpack your Christmas Present
- 2021 — Live In Vilnius (2021 - в формате МР3, 2023 - виниловый диск)
- 2022 — Jelly Banquet
- 2023 — Jazz Quartet feat. Joo Kraus
- 2024 — Pit Sounds

## Сборники, Ремиксы, Бокс-сеты
- 2002: Plastic Love Memory
- 2002: Rare Tracks & Remixes
- 2002: Best Of - Beyond Lounge
- 2008: The Supper Club
- 2009: Big
- 2016: Private

## DVD
- 2005: De Phazz – Onstage/Backstage: A Retrospective